# Edward Dawkins
Edward "Eddie" Dawkins (Invercargill, 11 de juliol de 1989) és un ciclista de Nova Zelanda, especialista en la pista.
En el seu palmarès destaca una medalla de plata als Jocs Olímpics de 2016, en la prova de Velocitat per equips, i també diverses medalles, tres d'elles d'or al Campionat del món de Velocitat per equips.

## Palmarès en pista
- 2009
  -  Campió d'Oceania en Quilòmetre
  -  Campió d'Oceania en velocitat per equips (amb Simon Van Velthooven i Andrew Williams)
- 2010
  -  Campió de Nova Zelanda en Quilòmetre
  -  Campió de Nova Zelanda en velocitat per equips
- 2012
  -  Campió d'Oceania en Quilòmetre
- 2013
  -  Campió d'Oceania en velocitat per equips (amb Matthew Archibald i Sam Webster)
- 2014
  -  Campió del món de velocitat per equips (amb Ethan Mitchell i Sam Webster)
  -  Campió d'Oceania en velocitat per equips (amb Matthew Archibald i Sam Webster)
- 2015
  -  Campió d'Oceania en velocitat per equips (amb Ethan Mitchell i Sam Webster)
- 2016
  -  Medalla de plata als Jocs Olímpics de Rio de Janeiro en Velocitat per equips (amb Ethan Mitchell i Sam Webster)
  -  Campió del món de velocitat per equips (amb Ethan Mitchell i Sam Webster)
  -  Campió d'Oceania en keirin
  -  Campió d'Oceania en velocitat per equips (amb Ethan Mitchell i Sam Webster)
- 2017
  -  Campió del món de velocitat per equips (amb Ethan Mitchell i Sam Webster)
  -  Campió d'Oceania en velocitat per equips (amb Ethan Mitchell i Sam Webster)

### Resultats a laCopa del Món
- 2009-2010
  - 1r a Pequín, en Velocitat
- 2012-2013
  - 1r a Aguascalientes, en Velocitat per equips
- 2013-2014
  - 1r a la Classificació general en Velocitat
- 2016-2017
  - 1r a Los Angeles, en Velocitat per equips
- 2017-2018
  - 1r a Milton, en Velocitat per equips